# Maserati 250F
La Maserati 250F è una monoposto di Formula 1, usata tra il 1954 ed il 1960.

## Storia

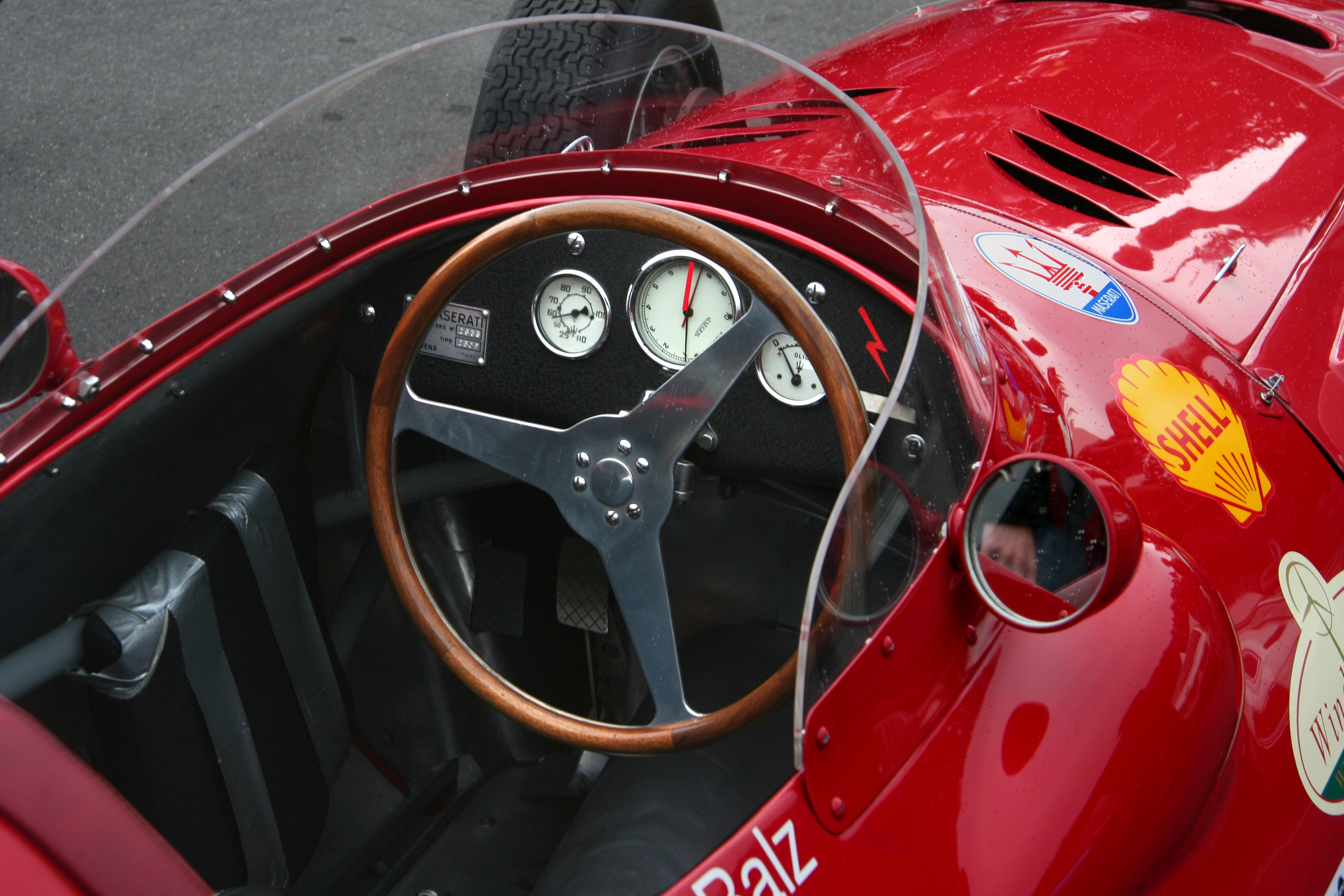
L'abitacolo della Maserati 250F

Debuttò al Gran Premio d'Argentina 1954 vincendo la gara con Juan Manuel Fangio, che fece suo anche il Gran Premio del Belgio a fine giugno, prima di passare alla scuderia Mercedes. I punti ottenuti con le due squadre permisero al pilota italo-argentino di conquistare il Titolo Mondiale Piloti. Nello stesso anno Stirling Moss guidò una Maserati 250F per tutto l'arco della stagione.
La stagione seguente, nonostante il passaggio di Moss alla Mercedes e dei progettisti Vittorio Bellentani e Alberto Massimino alla Ferrari, la 250F ebbe nuovi importanti sviluppi come il cambio a 5 marce e modifiche al sistema di accensione.
Nel 1956 Stirling Moss vinse i Gran Premi di Monaco e d'Italia pilotando una 250F privata. Durante la stagione si sperimentò una versione "carenata" ispirata alle Mercedes-Benz W196 "Tipo Monza" e si misero a punto versioni dell'auto per la categoria Formula 2. L'anno successivo Fangio colse quattro successi compreso l'epico GP di Germania e si laureò campione del mondo per la quinta volta.
Il Campionato Mondiale Costruttori fu introdotto solamente nel 1958, anno nel quale la 250F si dimostrava già superata. Nonostante ciò fu ancora l'auto preferita dai piloti privati, e fu usata fino al Gran Premio degli Stati Uniti 1960 con Bob Drake (pilota).

## Tecnica

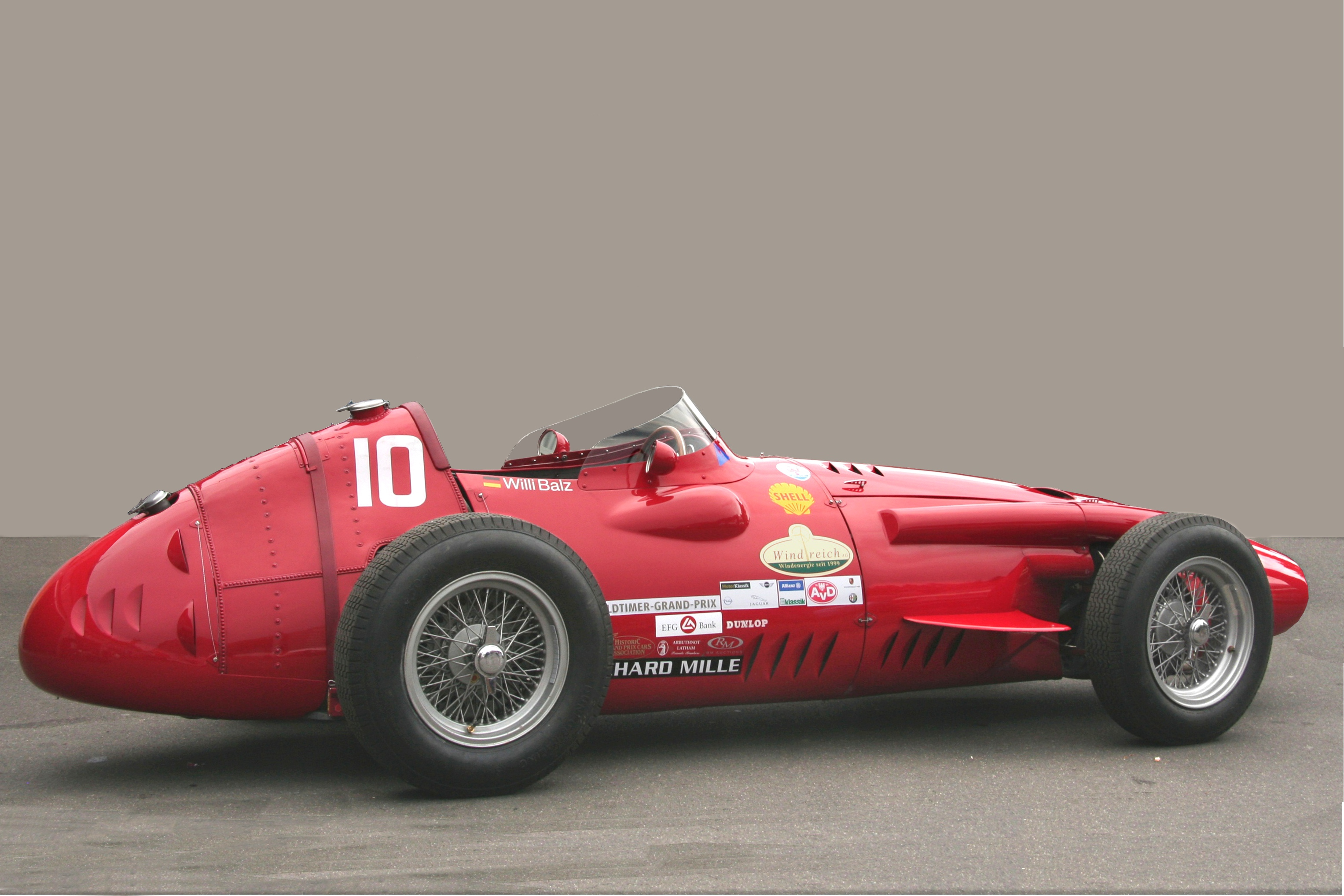
Maserati 250F

La vettura era azionata da un propulsore 6 cilindri in linea con lubrificazione a carter secco inizialmente sviluppato da Gioachino Colombo e successivamente potenziato con l'ausilio di Vittorio Bellentani. Aveva due valvole per cilindro (aspirazione Ø 42 mm, scarico Ø 38 mm) inclinate di 77° azionate tramite bilancieri a dito da due alberi a camme in testa mossi da cascata d'ingranaggi anteriore al blocco cilindri e richiamate da molle elicoidali. Le canne dei cilindri erano "umide" nella sezione superiore e 'secche' in quella inferiore. L'albero a gomiti era in acciaio nitrurato e poggiava su sette supporti. L'accensione era a doppia candela, alimentate da due magneti.
| Motore:     | 6 cilindri              |
| Cilindrata: | 2493 cc                 |
| Potenza:    | 240 CV a 7200 giri/min. |
| Velocità:   | 265 km/h                |